# Zu Mao
Zu Mao   (segle II - 189 (Gregorià)) va ser un general militar servint sota el senyor de la guerra Sun Jian durant el període de la tardana Dinastia Han Oriental de la història xinesa. Va ser un dels primers quatre generals (amb Cheng Pu, Huang Gai i Han Dang) de Sun Jian i va lluitar amb Sun Jian contra Dong Zhuo.
Quan l'exèrcit de Sun Jian va atacar Liangdong (梁東), Xu Rong va ser enviat per Dong Zhuo a defendre la zona. Xu Rong dirigiria més tard un ràpid atac per sorpresa, cosa que obligaria a Sun Jian a fugir. Això no obstant, Sun Jian va ser incapaç de lliurar-se de la consegüent persecució, i Zu Mao va intercanviar el seu casc amb Sun Jian. Aleshores els soldats de Xu Rong començaren a empaitar a Zu Mao, permetent escapar a Sun Jian. Zu Mao poc després penjaria el casc de Sun Jian a un pilar mig cremat, amagant-se ell a l'herba alta dels voltants. Quan arribaren, els enemics van encerclar el pilar i es van acostar amb cautela fins que s'adonaren que havien estat ensarronats, i, per tant, es van retirar. El destí posterior de Zu Mao no ha estat documentat.
En la novel·la històrica de Luo Guanzhong el Romanç dels Tres Regnes, el mateix incident és recordat per haver succeït en el Pas Sishui, sent Hua Xiong qui dirigia la persecució. Quan Hua Xiong es va apropar al pilar, Zu Mao va eixir del seu amagatall per atacar a Hua Xiong, però seria mort per aquest últim. També té en la novel·la el nom de cortesia Dàróng (大荣), el qual no està registrat històricament.